# Amakusa-Inseln

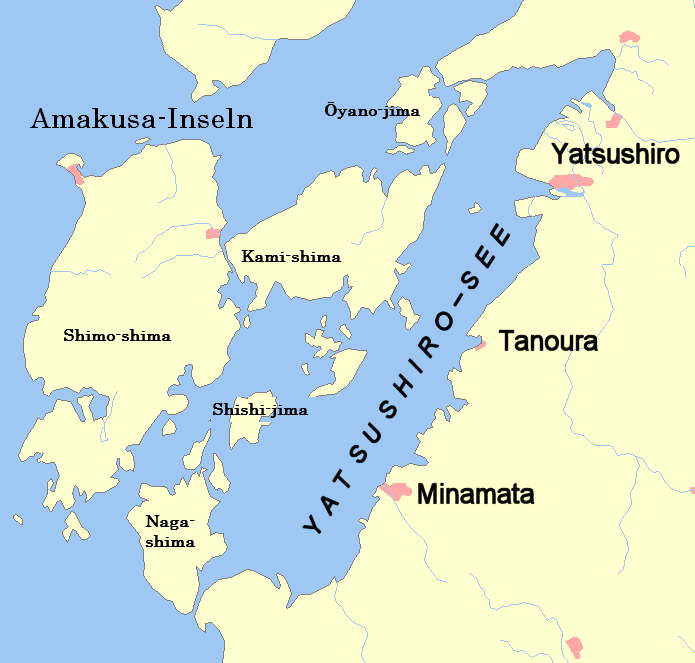
Amakusa-Inseln

Die Amakusa-Inseln (jap. 天草諸島, -shotō) sind eine zu Japan gehörende Inselgruppe.
Sie liegen westlich vor der Präfektur Kumamoto und zwischen der Ariake-See und der Yatsushiro-See. Die größten Inseln sind:
- Kami-shima (上島, dt. „obere Insel“, 32° 27′ N, 130° 20′ O),
- Shimo-shima (下島, dt. „untere Insel“, 32° 22′ N, 130° 7′ O),
- Naga-shima (長島, dt. „lange Insel“, 32° 10′ N, 130° 9′ O),
- Ōyano-jima (大矢野島, dt. „große Pfeilfeldinsel“, 32° 35′ N, 130° 26′ O) und
- Shishi-jima (獅子島, dt. „Löweninsel“, 32° 17′ N, 130° 14′ O).

Die Inseln haben keine hohen Berge, sind aber sehr hügelig, vier Gipfel ragen über 500 m auf. Die Einheimischen betreiben auf den Hügeln mit bemerkenswertem Erfolg Terrassenfelder.
Eine Anzahl der hingerichteten Führer des Shimabara-Aufstandes in der ersten Hälfte des 17. Jahrhunderts wurden auf dieser Insel beerdigt. 
In Amakusa liegen die größten Kaolinvorkommen Japans, der Anteil der Fördermenge liegt bei 80 % der Gesamtproduktion Japans. Das Amakusa-Kaolin wird von vielen namhaften Porzellanherstellern Japans verwendet und historisch von den Töpfern von Satsuma (Satsuma-Porzellan) und Hirado.
Auf den Inseln die zu Präfektur Kumamoto gehören, befinden sich die Städte Amakusa und Kami-Amakusa, sowie der Landkreis Amakusa mit dessen einziger Gemeinde Reihoku. Auf den der Präfektur Kagoshima zugehörigen Teil befindet sich der Landkreis Izumi mit dessen einziger Gemeinde Nagashima.

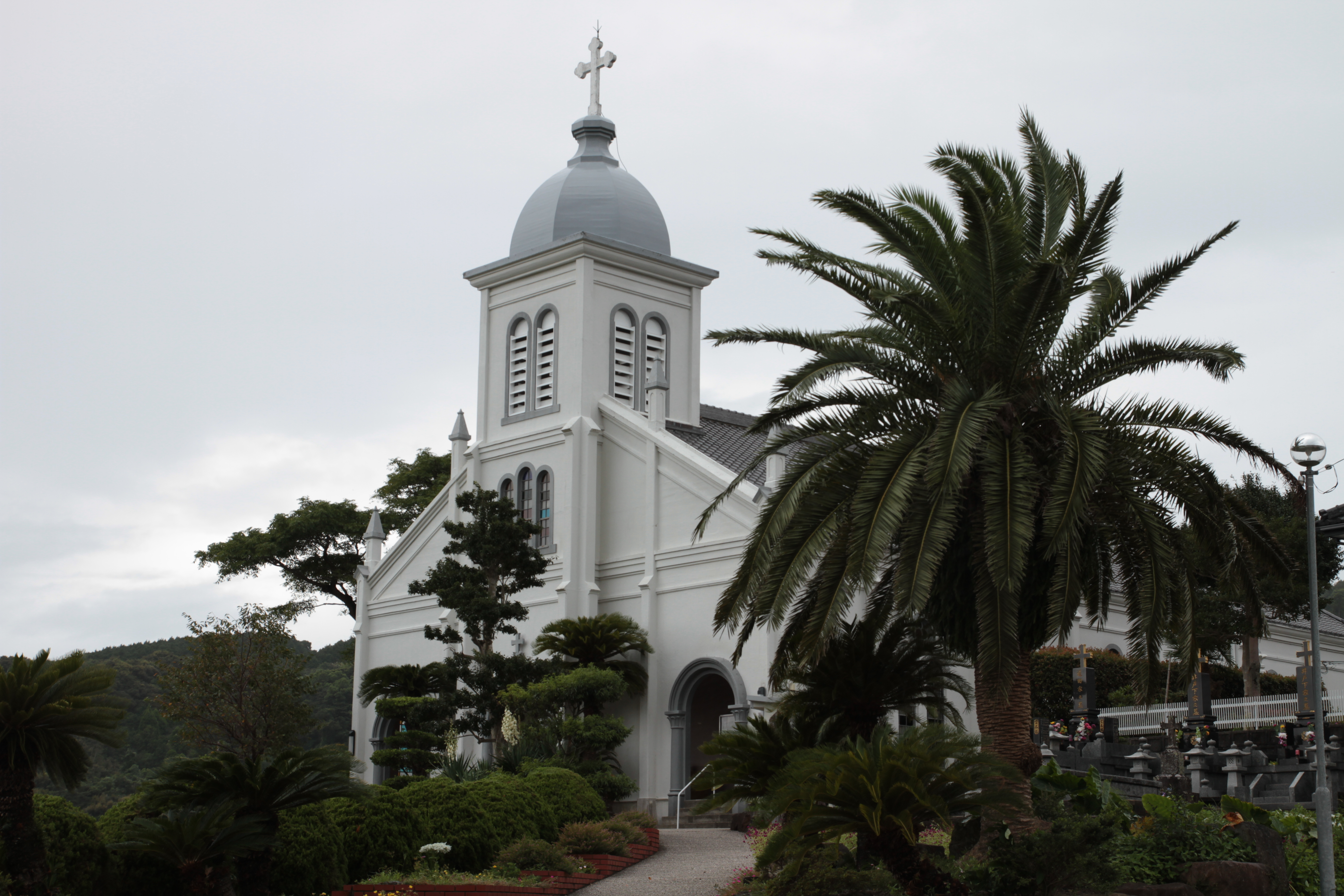
Katholische Kirche

Auf der Insel Shimo-shima befindet sich der Flughafen Amakusa.